# Kognitivní mapy
Kognitivní mapy je teorie z oblasti chování živých organismů, která popisuje jejich schopnost reagovat pomocí naučených znalostí. Autorem je americký psycholog E. C. Tolman, představitel neobehaviorismu, který vycházel z teorií gestaltismu.
Teorie kognitivních map je založena na hypotéze, že chování organismu je založeno stejně tak na ovlivnění předchozími (ne)úspěchy (tzn. odměnami či tresty), jako na poznávacím zájmu, který není vyvolán žádným specifickým stavem (hlad, žízeň, nedostatek sexu, …) a neustále se prosazuje jako snaha organismu orientovat se v prostředí. Jsou to vnitřní obrazy již poznané skutečnosti, sloužící k lepšímu zorientování se v nastalé situaci a zvýšení schopnosti rychle a adekvátně reagovat.
Hypotézu ověřoval Tolman na experimentu s krysami, kdy nejdřív do různých míst bludiště umísťoval syté hlodavce, kteří tím pádem nebyli zaměřeni na získání potravy. Když pak byly krysy dány do bludiště později a hladové, nacházely potravu skoro hned a rozhodně mnohokrát rychleji, než jedinci, kteří v bludišti nikdy nebyli.